# Función sigmoide

Gráfica de una función sigmoide.

Muchos procesos naturales y curvas de aprendizaje de sistemas complejos muestran una progresión temporal desde unos niveles bajos al inicio, hasta acercarse a un clímax transcurrido un cierto tiempo; la transición se produce en una región caracterizada por una fuerte aceleración intermedia. La función sigmoide permite describir esta evolución. Su gráfica tiene una típica forma de «S». A menudo la función sigmoide se refiere al caso particular de la función logística, cuya gráfica se muestra a la derecha y que viene definida por la siguiente fórmula:
{\displaystyle P(t)={\frac {1}{1+e^{-t}}}}
Otro ejemplo es la curva de Gompertz, usada en la modelización de sistemas que se saturan para grandes valores de t.

## Propiedades

Gráfica de una función sigmoide y su derivada.

En general, una función sigmoide es una función real de variable real diferenciable, de la forma general:
{\displaystyle y={\frac {1}{1+e^{-x}}}}
Tiene también dos asíntotas horizontales:
{\displaystyle \lim _{x\to -\infty }{\frac {1}{1+e^{-x}}}=0}
{\displaystyle \lim _{x\to +\infty }{\frac {1}{1+e^{-x}}}=1}.
con una primera derivada no-negativa:
{\displaystyle y'={\cfrac {dy}{dx}}={\frac {e^{-x}}{(1+e^{-x})^{2}}}}
La función sigmoide tiene una derivada simple:
{\displaystyle y'=y(1-y)\;}
Tiene un punto de inflexión.
{\displaystyle x=0\;}
Es particularmente útil, en especial en redes neuronales artificiales

## Ejemplos

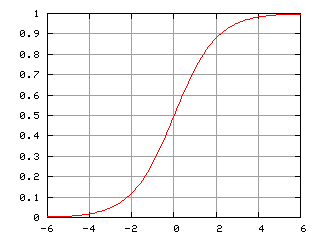
Función logística.

Además de la función logística, el grupo de funciones sigmoides incluye la arcotangente, la tangente hiperbólica, la función error, la función de Gompertz, la función logística generalizada y funciones algebraicas como {\displaystyle f(x)={\tfrac {x}{\sqrt {1+x^{2}}}}}.
La integral de cualquier función continuamente diferenciable, positiva, con forma «abombada», será sigmoide. Por tanto, la función de distribución de las más comunes distribuciones de probabilidad son sigmoides.
En química analítica, las curvas de valoración ácido-base obedecen el comportamiento de una función sigmoide.
En biología, el crecimiento de las poblaciones de seres vivos obedece el comportamiento de una función sigmoide.